# Girona
Girona (catalansk: Girona, spansk: Gerona) er en by i det nordlige Catalonien, Spanien. Byen er hovedby i den catalanske provins med samme navn og i det catalanske comarca Gironès. Byen har 107.032(2024) indbyggere.
Girona har en international lufthavn, Girona-Costa Brava Airport, som befinder sig 10 km syd for byen. Den er vokset kraftigt efter at Ryanair begyndte at bruge den.
Byen er kendt for den 3-stjernede michelinrestaurant El Celler de Can Roca.